# Вибір шлюбного партнера

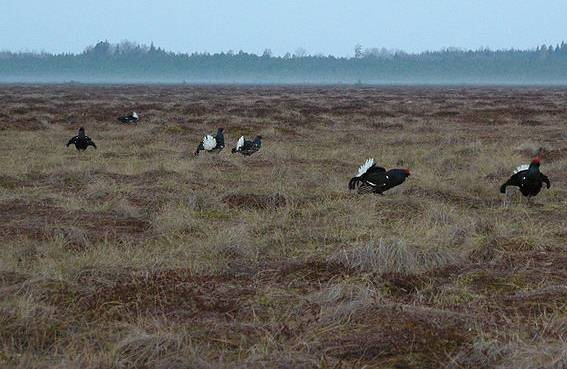
Процес вибору партнера добре помітний у ток-спарюванні. Самці тетерука збираються на торфовищі, а самки спостерігають за самцями, перш ніж вибрати одного з них.

Вибір шлюбного партнера — один із основних механізмів, при яких може відбуватися еволюція. Він характеризується «виборчою відповіддю тварин на певні подразники», яка проявляється як поведінка. Іншими словами, перед тим, як тварини вступають у контакт з потенційними партнерами, вони спочатку оцінюють різні якості цього партнера, такі як ресурси або фенотипи, і оцінюють, чи ці конкретні якості є вигідними. Результат такої оцінки веде до різних реакцій.
Ці механізми є частиною еволюційних змін, тому що вони діють так, що бажані в партнері якості з часом набагато частіше передаються до наступного покоління. Наприклад, якщо самки павичів віддають перевагу партнерам з барвистим оперенням, то ця риса з часом збільшуватиметься за частотою, оскільки самці павичі з барвистим оперенням будуть мати більший репродуктивний успіх. Подальше дослідження цієї концепції показало, що насправді синій із зеленим кольором біля очної плями, мабуть, збільшують ймовірність парування самок павича з певним самцем.
Вибір статевого партнера — це один із двох компонентів статевого відбору, іншим компонентом є внутрішньостатевий відбір. Ідеї про статевий відбір були вперше введені в 1871 Чарльзом Дарвіном, а потім розширені Рональдом Фішером в 1915 році. Нині є п'ять допоміжних механізмів, які пояснюють, як розвивався з часом вибір статевого партнера. Це пряма фенотипова користь, чуттєва упередженість, гіпотеза фішерівського втікання, індикаторні ознаки та генетична сумісність.
У більшості систем, де існує вибір статевого партнера, одна стать, як правило, конкурує з членами своєї ж статі, а інша є обиральною (це означає, що вони вибіркові, коли справа доходить до вибору партнера для спарювання). Існують прямі та опосередковані переваги того, щоб бути обиральною особою. У більшість видів самки є вибираючою статтю, яка виділяє конкурентних самців, але є кілька прикладів реверсивності ролей (див. нижче). Для підтримки репродуктивного успіху особини краще вибирати сумісного партнера одного й того ж виду. До інших факторів, які можуть вплинути на вибір партнера, належать патогенний стрес та Великий комплекс гістосумісності.

## Походження та історія

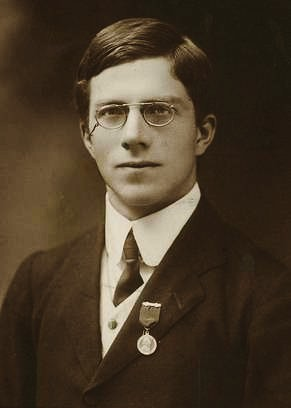
Рональд Фішер у 1913 році

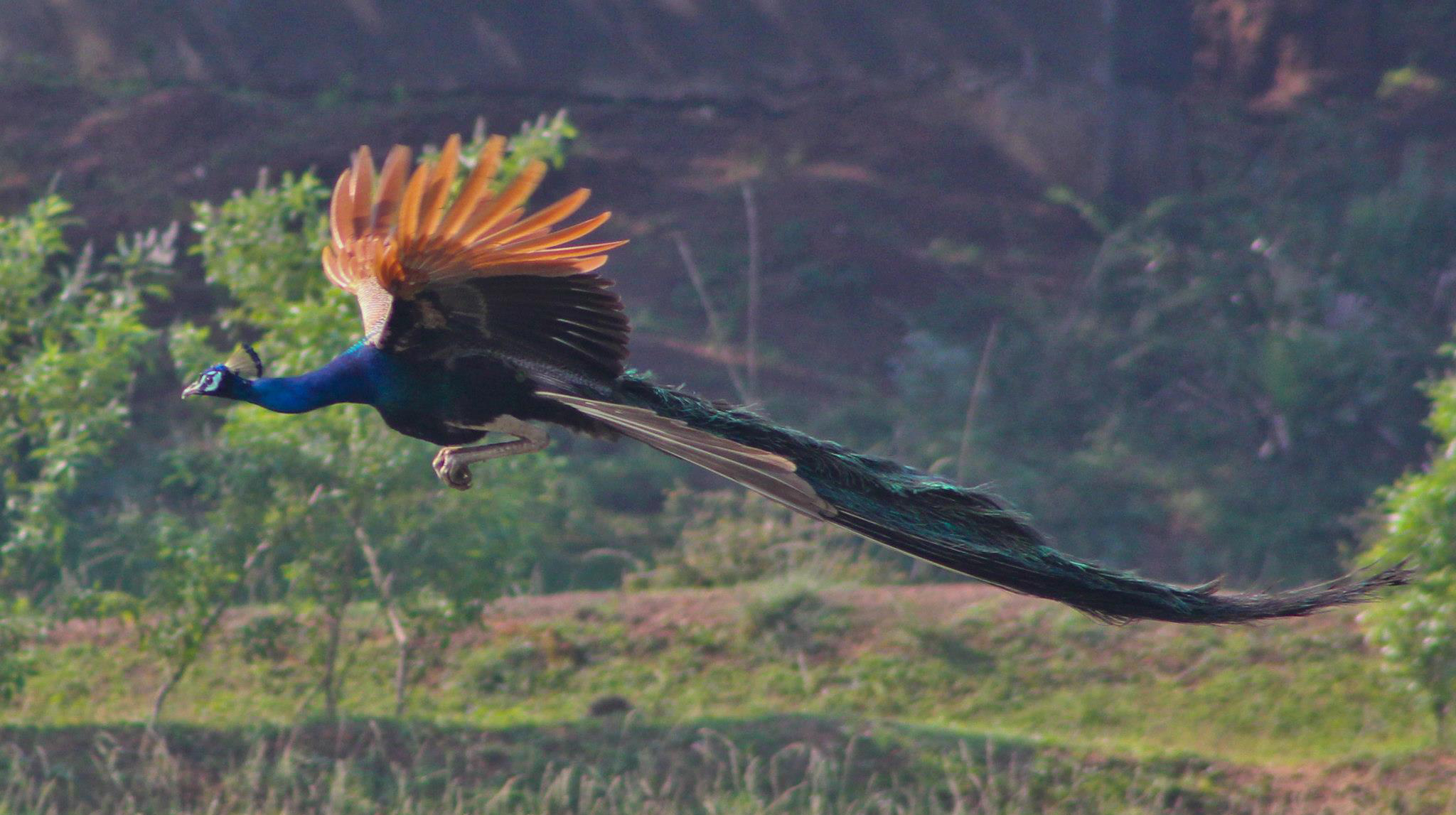
Павлиний хвіст у польоті, класичний приклад фішерського втікання

## Механізми

### Генетична сумісність
Генетична сумісність означає, наскільки добре гени двох батьків функціонують разом у їх нащадках. Вибір генетично сумісних партнерів може призвести до оптимально підібраного потомства і особливо вплинути на репродуктивну форму. Однак модель генетичної сумісності обмежена специфічними ознаками через складні генетичні взаємодії (наприклад, основний комплекс гістосумісності у людей і мишей). Вибірлива стать повинна знати свій власний генотип, а також генотипи потенційних партнерів, щоб вибрати відповідного партнера. Це робить тестування компонентів генетичної сумісності складним і суперечливим.

## Вибір партнера у людини
У людей чоловіки та жінки використовують різні стратегії пошуку партнерів та фокусування на певних якостях. Існують дві основні категорії стратегій, які використовують обидві статі: короткострокові та довгострокові. Вибір людини залежить від багатьох факторів, таких як екологія, демографія, доступ до ресурсів, ранг/соціальне становище, гени та паразитний тиск.
Попри те, що серед людей спостерігається невелика кількість поширених шлюбних систем, кількість варіацій шлюбних стратегій відносно велика. Це пов'язано з тим, як люди розвивалися в різних географічно і екологічно великих нішах. Така різноманітність, а також культурні практики і людська свідомість привели до великої різноманітності шлюбних систем.

### Вибір партнера у жінок
Хоча у людей і чоловіки, і жінки вибіркові щодо того, з ким вони вирішують мати відносини, як і в природі, жінки демонструють більшу вибірковість, ніж чоловіки. Однак у порівнянні з більшістю інших тварин стратегії вибору партнера у чоловіків і жінок виявляються більше схожими один на одного, ніж ні. Згідно з принципом «репродуктивного успіху тривалості життя» (LRS) Бейтмана, жінки демонструють найменшу дисперсію двох статей у своєму LRS через високий обов'язковий батьківський внесок, тобто дев'ятимісячний період вагітності, а також грудного вигодовування після народження, щоб мозок дитини міг вирости до потрібного розміру.
Вивчити вибір партнера у жінок можна на основі статевого диморфізму, особливо в тих якостях, які служать для трохи іншої еволюційної мети. Наприклад, такі чоловічі якості, як наявність бороди, загальна знижена висота голосу і в середньому вищий зріст, вважаються відібраними статевими якостями, оскільки виявилися корисними або жінкам, які їх вибирають, або їх дітям. В експериментах жінки повідомляли про перевагу чоловіків з бородами і нижчим голосом.
Вибір партнера жінками залежить від безлічі чоловічих якостей, і необхідно між ними оцінити компроміс. Однак кінцевими якостями, найбільш характерними для вибору жіночою статтю, є батьківський внесок, надання ресурсів та забезпечення хороших генів для потомства. Вважається, що багато фенотипічних якостей вибираються за принципом того, що вони є індикатором однієї з вищевказаних трьох основних якостей. Відносна важливість цих якостей, при розгляді вибору шлюбних партнерів, різниться в залежності від типу шлюбної угоди, в якій беруть участь жінки. Жінки зазвичай використовують довгострокові Шлюбні стратегії при виборі чоловіка, проте вони також використовують і короткострокові стратегії, тому їх переваги у виборі шлюбного партнера змінюються в залежності від функції типу домовленості.
Тип шлюбної стратегії, якій віддають перевагу жінки, також залежить від типу середовища або культури, в якій вони перебувають. Наприклад, в патріархальному суспільстві, де багатство і соціальний статус успадковуються по чоловічій лінії, моногамія часто практикується для забезпечення визначеності батьківської лінії. З іншого боку, матріархальні суспільства часто слідували системам множинного спарювання і спільного запліднення жінок. Інші фактори, що впливають на шлюбні стратегії, включають доступ до ресурсів та ризик / необхідність захисту.

#### Короткострокові стратегії у виборі партнера
Жінки не завжди шукають і вступають в тривалі відносини. Про це свідчать такі фактори, як розвинена чоловіча схильність до пошуку декількох сексуальних партнерів — якість, яка не могла б розвинутися, якби жінки не були історично залучені в короткострокові домовленості - і схильність деяких жінок до справ поза довгостроковими парами.
Девід Бусс викладає кілька гіпотез щодо функції короткострокового вибору жінок:
- Ресурсна гіпотеза: жінки можуть брати участь у короткострокових відносинах, щоб отримати ресурси, які вони, можливо, не зможуть отримати від довгострокового партнера або які довгостроковий партнер не зможе забезпечити послідовно. Цими ресурсами можуть бути продукти харчування, захист жінки та її дітей від агресивних чоловіків, які можуть захопити або сексуально примушувати їх, або статус, коли чоловік надає жінці вищий соціальний статус. Жінки також можуть скористатися кількома короткостроковими відносинами через плутанину батьківства — якщо батьківство її дітей уже визначено, вона може отримати ресурси від кількох чоловіків внаслідок такої невизначеності.[11]
- Гіпотеза про генетичну користь: жінки можуть вибрати Короткострокові відносини, щоб допомогти зачаттю, якщо її довгостроковий партнер безплідний, щоб отримати гени, що перевищують гени її довгострокового партнера, або придбати гени, відмінні від генів її партнера і збільшити генетичну різноманітність її потомства. Це відноситься до того, що відомо як гіпотеза сексуального сина[en]; якщо жінка отримує гени від високоякісного чоловіка, її потомство, ймовірно, матиме більш високу шлюбну цінність, що призведе до збільшення їх репродуктивного успіху.[11]
- Вигнання чоловіків і заміна чоловіків: жінки можуть вступати в короткострокові відносини, щоб змусити свого довгострокового партнера розірвати відносини; іншими словами, щоб полегшити розпад. Жінки можуть також використовувати короткострокові відносини, якщо їх нинішній партнер знецінився, і вони хочуть «обмінятися» і знайти партнера, який, на їхню думку, має більш високу цінність.
- Короткострокові для довгострокових цілей: жінки можуть використовувати короткострокові сексуальні стосунки для оцінки цінності партнера як довгострокового партнера або в надії, що короткострокова домовленість призведе до довгострокового партнерства,

#### Довгострокові стратегії у виборі партнера
Попри наявність фактичних даних і досліджень, що підтверджують наявність короткочасних відносин у жінок, проте було показано, що жінки віддають перевагу довгостроковим, а не короткостроковим шлюбним партнерам. Ця перевага пов'язана зі схильністю жінок інвестувати і вимагає більше енергії для батьківського догляду. У довгострокових шлюбних відносинах жінки зазвичай шукають чоловіків, які забезпечать високий рівень батьківських інвестицій і які можуть надати ресурси жінці або її потомству.19[джерело?] Надання економічних ресурсів або можливість придбання економічних ресурсів є найбільш очевидним сигналом до здатності чоловіка надавати ресурси. Однак існує багато інших якостей, які можуть служити ознаками здатності чоловіка надавати ресурси, які були відібрані статевим відбором в еволюційній історії жінок. До них відноситься більш старший вік-у старших чоловіків було більше часу для накопичення ресурсів, працьовитість, надійність і стабільність — якщо довгостроковий партнер жінки не буде емоційно стабільним або не заслуговує довіри, тоді надання ресурсів їй і її потомству, ймовірно, буде під питанням. Крім того, пов'язані з емоційно нестабільним партнером такі витрати, як ревнощі і маніпулювання, можуть переважувати вигоди, пов'язані з ресурсами, які він може надати.
Вибір шлюбного партнера жінкою це не просто вибір партнера, який демонструє всі бажані нею якості. Найчастіше потенційні партнери мають кілька бажаних якостей і кілька небажаних, тому жінки повинні оцінити відносні витрати і вигоди від якостей і «компромісів» своїх потенційних партнерів. Вибір партнера жінкою також буде обмежений контекстом, в якому вона його робить, що призводить до умовного вибору партнерів. Деякі з умов, які можуть вплинути на вибір партнера жінкою, включають самооцінку самої жінки, її особисті ресурси, копіювання партнера і патогенний стрес.

### Вибір партнера у чоловіків
Як правило, самці в межах виду не є вибагливою статтю. Для цього є багато причин. У людей після статевого розмноження жінці доведеться перенести дев'ятимісячну вагітність і пологи. Це означає, що жінки, природно, забезпечують більший батьківський внесок у потомство, ніж чоловіки. Чоловік мають більше гамет, ніж жінка, які поповнюються зі швидкістю приблизно 12 мільйонів на годину. Жінки ж народжуються з фіксованою кількістю яйцеклітин, які не поповнюються протягом усього життя. Це дає чоловікам більше можливостей для спарювання і розмноження, ніж жінкам, тому жінки, як правило, більш розбірливі.
Попри те, що чоловік не є зазвичай вибагливою статтю, чоловіки можуть відчувати вплив певних рис характеру при прийнятті рішення про потенційного партнера:

#### Короткострокові стратегії у виборі партнера
При знаходженні короткострокового партнера чоловік високо цінує жінок з сексуальним досвідом і фізичною привабливістю. Чоловіки, які шукають короткострокові сексуальні стосунки, швидше за все, уникають жінок, які зацікавлені в зобов'язаннях або вимагають вкладень.
Приклади короткострокових шлюбних стратегій у чоловіків:
- Декілька сексуальних партнерів: при пошуку короткострокових сексуальних стосунків чоловіки можуть бажати скоротити проміжок часу між різними партнерами.[15]
- Фізична привабливість. Чоловіки, які зацікавлені в короткочасних сексуальних стосунках, з більшою ймовірністю тримають у пріоритеті інформацію про тіло потенційних партнерів, а не їх обличчя.[15] При пошуку жінки для короткострокових відносин, у порівнянні з довгостроковими відносинами, чоловіки з меншою ймовірністю віддаватимуть пріоритет таким факторам, як зобов'язання.
- Ослаблення стандартів. Повідомлялося, що чоловіки частіше вступають у короткострокові сексуальні стосунки з жінками, які мають нижчий рівень інтелекту, незалежності, чесності, щедрості, спортивності, відповідальності та співпраці.[15] Чоловіки можуть бути згоднішими на нижчі стандарти, тому що вони не вступають у довгострокові відносини з цією людиною.
- Сексуальний досвід. Багато чоловіків припускають, що жінки, які раніше займалися сексом, ймовірно, матимуть більш високе лібідо, ніж жінки, які цього не зробили.[15] Ці жінки також можуть бути більш доступними і вимагають менше залицянь.

#### Довгострокові стратегії у виборі партнера
Хоча з погляду еволюції жінки зазвичай є вибагливою статтю, чоловіки також можуть шукати певні якості у потенційного партнера, який міг би стати матір'ю його потомства. Люди мають можливість покладатися на біологічні сигнали репродуктивного успіху та небіологічні сигнали, такі як готовність жінки одружуватися. На відміну від багатьох тварин, люди не здатні свідомо відображати фізичні зміни у своєму тілі, коли вони готові до відносин, тому їм доводиться покладатися на інші форми спілкування, перш ніж вступати до узгоджених відносин.
Чоловіки можуть шукати:
- Зобов'язання та шлюб: чоловік може зацікавитися стосунками з жінкою, яка шукає шлюб.[16] Це пов'язано з тим, що він має винятковий сексуальний доступ до жінки, тому будь-яке потомство, що народилося в цих відносинах, буде генетично з ним пов'язане (якщо жінка не вступає в статевий контакт з іншим чоловіком поза шлюбом). Це збільшує ймовірність у факті батьківства. У шлюбі обидва батьки вкладаються в потомство, тобто може збільшитись шанс на виживання; тому ДНК чоловіка буде передано дітям його дітей. Крім того, чоловік, який зацікавлений у зобов'язаннях перед жінкою, може бути привабливішим для потенційних партнерів. Чоловік, який може пообіцяти ресурси і майбутній батьківський вклад, швидше за все, буде більш привабливим для жінок, ніж чоловік, який не бажає мати з нею зобов'язання.
- Симетрія обличчя: Симетричні обличчя визнані такими, що сигналізують загальний добрий стан здоров'я і здатність жінки протистояти несприятливим навколишнім факторам, таким як хвороби.[16]
- Жіночність: жіноче обличчя може бути сигналом молодості, що, своєю чергою, свідчить про високу репродуктивну цінність.[16] У міру старіння обличчя стає менш жіночним. Жіночність також може бути пов'язана зі стійкістю до хвороб та високим рівнем естрогену, що, як передбачається, є факторами, що впливають на репродуктивну цінність для потенційного партнера.
- Фізична краса: спостережувані характеристики жінки можуть вказувати на хороше здоров'я та здатність до розмноження, якості, які, ймовірно, є бажаними для чоловіка. Сюди можна віднести гладку шкіру, відсутність пошкоджень, м'язовий тонус, довге волосся та високий рівень енергії[16].
- Ресурси: чоловіки, які шукають довгострокового партнера, можуть прагнути досягти високого статусу чи ресурсів, таких як власний будинок чи просування по службі[16]. Це може збільшити їхній шанс на залучення бажаного партнера.
- Співвідношення талії та стегон: співвідношення талії та стегон, що дорівнює 0,7 є показником фертильності, зниження довгострокових ризиків здоров'я та припускає, що жінка ще не вагітна[16]. Чоловік, ймовірно, віддає перевагу цій якості у партнера, оскільки це збільшить ймовірність виживання потомства пари.
- Груди: чоловіки зазвичай віддають перевагу жінкам з більшими грудьми, тому що це ознака віку 20-24 років. Жінка у цьому віці вважається більш плідною, сексуально зрілою та репродуктивно здоровою. Великі груди також є показником наявності вищого відсотка жиру в організмі, що забезпечує більше енергії для постачання плоду поживними речовинами під час вагітності, а також збільшує продуктивність лактації. Хоча розмір грудей має велике значення для чоловічого потягу, оскільки він дуже помітний, також виявляється значущим пігмент ареоли. У міру старіння жінок та збільшення числа вагітностей, їх ареоли стають темнішими. Тому темніші ареоли вважаються привабливішими, оскільки вони вказують на те, що жінка здатна успішно народжувати здорових дітей. Однак, це виглядає привабливим тільки для жінок з більшими грудьми. Якщо у жінки груди невеликого або середнього розміру, чоловіки воліють світліші ареолу, тому що ареола освітлюється в міру того, як жінка проходить статеве дозрівання. Таким чином, вона, як і раніше, вважається плідною, її просто не можна вважати настільки сексуально зрілою і репродуктивно здоровою, як жінку з більшими грудьми і темнішими ареолами.[17]
- Молодість. Молодих та літніх чоловіків приваблюють жінки віком від 20 до 30 років.[18][19] Обличчя, які виглядають молодшими, зазвичай оцінюються чоловіками як привабливіші.[16] Цей фактор може включати обличчя з чистою шкірою та відсутністю зморшок, а також світліші очі та почервонілі щоки та губи.[20] Жінка, яка виглядає молодшою, ймовірно, буде привабливою для чоловіків, тому що передбачається, що у неї більш висока репродуктивна цінність, ніж у старших жінок. Коли жінці виповнюється двадцять років, її репродуктивна цінність починає неухильно знижуватися приблизно до п'ятдесяти років.